# Hokej na ledu na Zimskih olimpijskih igrah 1960
Hokej na ledu je bil na Zimskih olimpijskih igrah 1960 devetič olimpijski šport. Hokejski olimpijski turnir je potekal med 19. in 28. februarjem 1960. Zlato medaljo je osvojila ameriška reprezentanca, srebrno kanadska, bronasto pa sovjetska, v konkurenci devetih reprezentanc. Olimpijski turnir je štel tudi za Svetovno hokejsko prvenstvo.

## Dobitniki medalj
| Zlato | Srebro | Bron |
| ZDAJack McCartan John Mayasich John Kirrane Paul Johnson Weldon Olson Eugene Grazia Richard Rodenheiser Edwyn Owen Rodney Paavola Richard Meredith Bill Christian Tommy Williams Roger Christian Robert McVey Lawrence Palmer Bill Cleary Rob Cleary | KanadaHarold Hurley Harry Sinden Jack Douglas Robert Attersley Fred Etcher George Samolenko Donald Charles Head Darryl Sly Ken Laufman Floyd Martin James Connelly Robert Forhan Donald Rope Maurice Benoit Bobby Rousseau Cliff Pennington Robert McKnight | Sovjetska zvezaJurij Cicinov Vladimir Grebenikov Mihail Bičkov Viktor Prjažnikov Nikolaj Karpov Nikolaj Pučkov Jevgenij Grošev Viktor Jakušev Stanislav Petuhov Jevgenij Jerkin Nikolaj Sologubov Jurij Baulin Aleksander Almetov Konstantin Loktev Venjamin Aleksandrov Genrih Sidorenkov Alfred Kučevski |

## Končni vrstni red
1. ZDA
2. Kanada
3. Sovjetska zveza
4. Češkoslovaška
5. Švedska
6. Nemčija
7. Finska
8. Japonska
9. Avstralija